# Rugby Rovigo Delta 2014-2015

## Eccellenza 2014-15

### Stagione regolare
| Incontro             | Andata | Ritorno |
| -------------------- | ------ | ------- |
| Rovigo — Petrarca    | 23-16  | 24-6    |
| San Donà — Rovigo    | 19-15  | 17-52   |
| Rovigo — L’Aquila    | 74-0   | 26-7    |
| Calvisano — Rovigo   | 18-19  | 13-44   |
| Rovigo — S.S. Lazio  | 35-11  | 52-21   |
| Viadana — Rovigo     | 11-16  | 22-32   |
| Mogliano — Rovigo    | 42-17  | 32-55   |
| Rovigo — Fiamme Oro  | 19-10  | 29-34   |
| I Cavalieri — Rovigo | 7-54   | 0-50    |

#### Risultati della stagione regolare
| Posizione | G  | V  | N | P | PF  | PS  | DP   | B  | Pt |
| --------- | -- | -- | - | - | --- | --- | ---- | -- | -- |
| 1ª        | 18 | 16 | 0 | 2 | 641 | 281 | +360 | 12 | 76 |

### Fase finale
| Turno | Incontro            | Andata | Ritorno |
| ----- | ------------------- | ------ | ------- |
| SF    | Fiamme Oro — Rovigo | 31-33  | 10-17   |
| F     | Rovigo — Calvisano  | 10-11  | 10-11   |

## European Rugby Challenge Cup 2014-15

### Spareggio qualificazione
| Incontro                    | Andata | Ritorno |
| --------------------------- | ------ | ------- |
| Rovigo — Tbilisi Caucasians | 22-18  | 24-21   |

### Prima fase
| Incontro               | Andata | Ritorno |
| ---------------------- | ------ | ------- |
| London Irish — Rovigo  | 70-14  | 34-6    |
| Rovigo — Cardiff Rugby | 18-33  | 12-104  |
| Grenoble — Rovigo      | 68-10  | 20-17   |

#### Risultati della prima fase
| Posizione | G | V | N | P | PF | PS  | DP   | B | Pt |
| --------- | - | - | - | - | -- | --- | ---- | - | -- |
| 4ª        | 6 | 0 | 0 | 6 | 77 | 329 | -252 | 1 | 1  |

## Qualifying Competition 2015

### Finale di qualificazione
| Incontro           | Andata | Ritorno |
| ------------------ | ------ | ------- |
| Rovigo — Calvisano | 17-17  | 7-35    |

## Verdetti
- Rovigo qualificato alla Qualifying Competition 2015-16.